# یابوونگ-شلیوووو
یابوونگ-شلیوووو (به لاتین: Jabłoń-Śliwowo) یک روستا در لهستان است که در گمینا نووه پیکوته واقع شده‌است.